# Festuca mathewsii
Festuca mathewsii är en gräsart som först beskrevs av Eduard Hackel, och fick sitt nu gällande namn av Thomas Frederic Cheeseman. Festuca mathewsii ingår i släktet svinglar, och familjen gräs. Inga underarter finns listade i Catalogue of Life.